# Usina Hidrelétrica Luís Carlos Barreto de Carvalho
A Usina Hidrelétrica de Estreito (Luís Carlos Barreto de Carvalho), é uma das usinas que integram a empresa de capital misto que atua na área de minas e energia, a Furnas Centrais Elétricas. Está situada ao norte do estado de São Paulo, Brasil, no município de Pedregulho.

## Características
A usina possui capacidade geradora de 1.050 MW, a partir de um desnível máximo de 61,7 m. Está localizada numa região de grande concentração de usinas hidrelétricas, no rio Grande, divisa dos estados de São Paulo e Minas Gerais.
Seu reservatório inunda uma área máxima de 46,7 km² (622,5 m do nível do mar - nível máximo operacional / 618,50 m do nível do mar - nível mínimo operacional).
É considerada uma usina hidrelétrica a fio d'água.